# Giancarlo Danova
Giancarlo Danova (ur. 18 listopada 1938 w Sesto San Giovanni; zm. 15 czerwca 2014 w Lodi) – włoski piłkarz, grający na pozycji napastnika, trener piłkarski.

## Kariera piłkarska
Wychowanek Milanu. W 1956 rozpoczął karierę piłkarską w drużynie Spezia, a w 1957 wrócił do Milanu. W sezonie 1960/61 bronił barw Torino, ale potem znów wrócił do Milanu. W sezonie 1962/63 ponownie reprezentował Torino. Następnie do 1974 występował w klubach Catania, Atalanta, Fiorentina, Mantova i Omegna.

## Kariera trenerska
W 1974 roku rozpoczął pracę trenerską w Rhodense. Potem do 1996 prowadził kluby Novese, Sant'Angelo, Sanremese, Parma, Fano, SPAL, Novara, Pro Sesto, Virescit Boccaleone, Legnano, Vogherese i ponownie Novara. 
Zmarł w czerwcu 2014 roku w wieku 75 lat.

## Sukcesy i odznaczenia

### Sukcesy klubowe
Milan
- mistrz Włoch (4x): 1958/59, 1961/62

Fiorentina
- mistrz Włoch: 1968/69